# نهار الأحد ما يهمك في حد
نهار الأحد ما يهمّك في حدّ، برنامج ترفيهي تلفزيوني تونسي وهو النسخة العربية التونسية من البرنامج العالمي الفرنسي الشهير "On Fridays, Anything Goes with Arthur". عرض على شاشة قناة الحوار عام 2017 وتولى التقديم الإعلامي سامي الفهري.
انطلقت المسابقة في الأول من البرنامج مجددا سنة 2017 على قناة الحوار التونسي.